# زاوية العريان
تقع زاوية العريان في محافظة الجيزة بين الجيزة وأبو صير. و غرب المدينة تقع جبانة في منطقة صحراوية تحمل نفس الاسم. و على الجهة الشرقية المقابلة للمدينة على ضفة النيل تقع ممفيس. و يوجد بزاوية العريان مجموعتان لأهرامات وخمس مقابر من نوع المصطبة.

## الأهرامات

### الهرم المدرج
بنى هذا الهرم في عهد الأسرة الثالثة غالباً في حكم خع با. وكان من المخطط أن يكون هذا الهرم مكون من خمس أو سبع درجات لكن لم يتم إستكماله. مخطط الغرف التي تقع تحت الأرض يشبه مخطط هرمسخم خت. و يوجد ممر على جانبيه اثنان وثلاثون غرفة لتخزين أدوات الدفن.

### الهرم الغير مكتمل
هذا الهرم يرجع لملك غير معروف وهو عبارة عن تبة مرتفعة وكل ما تبقى منه الآن هو القاعدة المربعة التي تم بناؤها. وجد بالهرم تابوت جرانيتى وردى قد يرجع تاريخه لحقبة زمنية لاحقة. وربما يوجد للهرم غرفات تحت  الأرض لكن عمليات الحفر والتنقيب غير ممكنة لوقوع الهرم في منطقة عسكرية. ويطلق على الهرم أيضاً الهرم الشمالى وهو يرجع تاريخه إلى الأسرة الرابعة.

## الجبانة
تحاط منطقة زاوية العريان بمجموعة من خمس جبانات من عصرالأسرة الأولى والأسرة الثانية و أواخر الأسرة الثالثة و الأسرة الثامنة عشر و العصر الرومانى.
من بين هذه الجبانات فقط جبانة الأسرة الثالثة تحتوي على مقابر كبيرة من بينها أربع مقابر مصطبة وربما ترجع لأسرة مالكة أو مجموعة من النبلاء والمسئولين الحكوميين لأنها محيطة بهرم. بالتحديد توجد مقبرة شمال الهرم المدرج بمئتان متر تسمى Z500 و هي عبارة عن مصطبة كبيرة وجد بها أوانى من الرخام محفور عليها سيرخ للملك خع با. ولهذا يرجح علماء الآثار أن الهرم للملك خع با والمقابر المحيطة به للمقربين منه.

## زاوية العريان اليوم
منذ عام 1960 تم تحديد جزء كبير من زاوية العريان كمنطقة عسكرية. تم حظر دخول المنطقة عام 1964 و منع عمليات الحفر والتنقيب. و تغطى الجبانة اليوم إنشاءات عسكرية فيما استخدمت قاعدة الهرم الغير مكتمل كمقلب للقمامة. الوضع الحالى لحجرات الدفن غير معلوم لكن على الأغلب أنها بوضع غير جيد.